# Edward Kołowski
Edward Kołowski (ur. 16 czerwca 1925 w Sułkowie koło Włocławka, zm. 17 października 1990) – polski uczony, specjalista dydaktyki rolniczej, historyk rolnictwa i leśnictwa, profesor Akademii Rolniczej w Poznaniu.
Szkołę powszechną ukończył w Zgłowiączce, w przededniu wojny; w latach okupacji przebywał w kilku więzieniach i obozach hitlerowskich, m.in. w Poznaniu, Grudziądzu, Tczewie i Królewcu. U schyłku wojny walczył o wyzwolenie Gdańska i Gdyni. Po wojnie dokończył edukację w Państwowym Liceum Pedagogicznym w Wejherowie, po czym podjął studia w Łodzi. Dyplom magistra inżyniera nauk agrotechnicznych uzyskał w 1955 na Wydziale Rolniczym Uniwersytetu Poznańskiego.
Od 1963 pracował w Katedrze Pedagogiki Rolniczej na Wydziale Rolniczym Wyższej Szkoły Rolniczej w Poznaniu. W 1964 obronił rozprawę doktorską Szkolnictwo leśne w Polsce – rys historyczny, w 1969, po przedstawieniu rozprawy Rozwój mechanizacji rolnictwa i formy jej upowszechnienia w Wielkopolsce w latach 1919-1939, uzyskał stopień doktora habilitowanego. Odbył też szereg staży zagranicznych (Moskwa, Leningrad, Berlin, Bratysława, Nitra, Praga), co umożliwiło mu udaną współpracę z tymi ośrodkami naukowymi, w tym organizację międzynarodowych kongresów pedagogiki rolniczej. Współpracował także z placówkami krajowymi, m.in. w Olsztynie, Warszawie, Wrocławiu i Siedlcach. Od 1980 kierował Katedrą Pedagogiki Rolniczej, w listopadzie 1985 został profesorem nadzwyczajnym.
Zainteresowania naukowe Edwarda Kołowskiego obejmowały przede wszystkim dydaktykę rolniczą. Ogłosił kilkadziesiąt monografii i rozpraw oraz kilkanaście podręczników i skryptów, także kilkadziesiąt drobniejszych publikacji (komunikatów o postępach w gałęziach wiedzy, prac popularnonaukowych), m.in. Poradnik dla nauczycieli szkół przysposobienia rolniczego (1963), Produkcja zwierzęca – poradnik metodyczny, Metodyka produkcji rolniczej, Wybrane zagadnienia z dydaktyki rolniczej, Podstawy dydaktyki rolniczej, Wstęp do metodologii pedagogiki rolniczej. Część publikacji ogłosił w periodykach zagranicznych. Pod kierunkiem Kołowskiego powstały trzy rozprawy doktorskie oraz niemal trzysta prac magisterskich.
Zmarł 17 października 1990.